# Gustaf Andersson i Rasjön
Gustaf Henning Andersson (i riksdagen kallad Andersson i Rasjön, senare Andersson i Falun), född 18 december 1884 i Gustafs församling, Kopparbergs län, död 12 november 1961 i Falu Kristine församling, Kopparbergs län (kyrkobokförd i Gustafs församling, Kopparbergs län), var en svensk politiker (folkpartist). Han var bland annat partiledare för Folkpartiet 1936–44 och kommunikationsminister i samlingsregeringen Hansson III 1939–44.
Gustaf Andersson bodde i byn Rasjön i Dalarna. Enligt namnskicket i andra kammaren blev ledamöter som hade lika namn benämnda efter namn på den ort eller gård där de bodde, därav tillägget "i Rasjön".

## Biografi
Andersson var son till lantbrukaren och häradsdomaren Anders Johan Andersson och Anna Erika Gustafsson. När han vid tiden kring sekelskiftet började vakna till politiskt medvetande hade dyningarna efter tullstriden 1887 ännu inte lagt sig. I hembygden var tre frågekomplex sammantvinnade i varandra: tullfrågan, rösträttsfrågan och försvarsfrågan. De som var protektionister, rösträttsmotståndare och försvarsvänner kallades högermän, och de som var frihandlare, rösträttsvänner och fredsvänner var vänstermän. De politiska grupperingarna följde också sociala linjer, där högermän var mera förmögna än vänstersinnat småfolk.
I Anderssons hembygd, Gustafs socken, var frikyrkan och nykterhetsrörelsen starkt representerad, medan den i grannsocknen Stora Skedvi var svagt och följaktligen var högermajoriteten kompakt. Åren 1902–03 studerade han vid Fornby folkhögskola i Borlänge, och gick därefter i lantmannaskola 1905. Från 1905 till sin död var han medarbetare i Falu-Kuriren, där han även var politisk redaktör 1931–39. Han deltog för första gången i valrörelsen våren 1914, i bondetågets och borggårdskrisens kölvatten.
| ”                       | Jag var 29 år och brann av iver att på allvar kasta mig in i politiken. Tiden mellan riksdagsupplösningen och valet var kort och agitationen brådskande. Vintern hade varit onormalt mild, och vid tiden för bondetåget var det nästan sommar. | „ |
| – Andersson 1955, s. 25 | |   |

i andrakammarvalet 1921 blev Andersson invald som riksdagsledamot för Kopparbergs läns västra valkrets. Han kom att förbli ledamot i andra kammaren till 1948, åren 1922–48 för Kopparbergs läns valkrets. Efter sammanslagningen av Liberala riksdagspartiet och Frisinnade folkpartiet 1935 blev Andersson det nybildade Folkpartiets förste partiledare fram till 1944. 
Andersson var 1939–44 kommunikationsminister i samlingsregeringen Hansson III. Under andra världskriget riktade han i regeringen intern kritik mot eftergiftspolitiken mot Nazityskland. 1944 efterträddes Andersson som partiledare av Bertil Ohlin, vilken samtidigt blev handelsminister i samlingsregeringen. Andersson tillsattes därefter som landshövding i sitt hemlän Kopparberg, en post han innehade till 1951.
Efter kriget pläderade Andersson i riksdagen för lägre kostnader till försvaret. Han förordade också ett närmande till Socialdemokraterna i flera frågor, bland annat i ATP-frågan i slutet av 50-talet.

## Utmärkelser
- Kommendör med stora korset av Nordstjärneorden, 15 november 1943.[6]